# 亨克森山
66°46′S 51°4′E / 66.767°S 51.067°E
亨克森山是南極洲的山峰，位於恩德比地，屬於圖拉山脈的一部分，處於帕維亞寧山和皮科克嶺之間，該山峰由澳大利亞的探險隊發現。